# Settimana Internazionale di Coppi e Bartali 2002
La Settimana Internazionale di Coppi e Bartali 2002, diciassettesima edizione della corsa e seconda con questa denominazione, si svolse dal 26 al 30 marzo 2002 su un percorso di 819 km ripartiti in 5 tappe (la 1ª suddivisa in due semitappe), con partenza a Rimini e arrivo a Pistoia. Fu vinta dall'italiano Francesco Casagrande della Fassa Bortolo davanti all'austriaco Peter Luttenberger e all'australiano Cadel Evans.

## Tappe
| Tappa  | Data     | Percorso                          | km  | Vincitore di tappa  | Leader cl. generale  |
| ------ | -------- | --------------------------------- | --- | ------------------- | -------------------- |
| 1ª-1ª  | 26 marzo | Rimini > Rimini (cron. a squadre) | 8   | Mapei-Quick Step    | Dario Cioni          |
| 1ª-2ª  | 26 marzo | Rimini > Riccione                 | 108 | Alessandro Petacchi | Alessandro Petacchi  |
| 2ª     | 27 marzo | Riccione > Faenza                 | 197 | Alessandro Petacchi | Alessandro Petacchi  |
| 3ª     | 28 marzo | Fucecchio > Ponte a Cappiano      | 162 | Alessandro Petacchi | Alessandro Petacchi  |
| 4ª     | 29 marzo | San Salvatore > Montecarlo        | 195 | Ruggero Marzoli     | Francesco Casagrande |
| 5ª     | 30 marzo | Casalguidi > Pistoia              | 153 | Ruslan Ivanov       | Francesco Casagrande |
| Totale | Totale   | Totale                            | 819 |                     |                      |

## Dettagli delle tappe

### 1ª tappa - 1ª semitappa
- 26 marzo: Rimini > Rimini (cron. a squadre) – 8 km

| Pos. | Squadra          | Tempo   |
| ---- | ---------------- | ------- |
| 1    | Mapei-Quick Step | 9'08"12 |
| 2    | Fassa Bortolo    | a 1"79  |
| 3    | Lampre-Daikin    | a 4"20  |

| Pos. | Corridore   | Squadra | Tempo |
| ---- | ----------- | ------- | ----- |
| 1    | Dario Cioni | Mapei   | 9'08" |

### 1ª tappa - 2ª semitappa
- 26 marzo: Rimini > Riccione – 108 km

| Pos. | Corridore           | Squadra       | Tempo    |
| ---- | ------------------- | ------------- | -------- |
| 1    | Alessandro Petacchi | Fassa Bortolo | 2h27'18" |
| 2    | Andrus Aug          | De Nardi      | s.t.     |
| 3    | Oleg Grichkine      | Navigators    | s.t.     |

| Pos. | Corridore           | Squadra       | Tempo    |
| ---- | ------------------- | ------------- | -------- |
| 1    | Alessandro Petacchi | Fassa Bortolo | 2h36'23" |
| 2    | Elio Aggiano        | Mapei         | a 3"     |
| 3    | Gerhard Trampusch   | Mapei         | s.t.     |

### 2ª tappa
- 27 marzo: Riccione > Faenza – 197 km

| Pos. | Corridore           | Squadra        | Tempo    |
| ---- | ------------------- | -------------- | -------- |
| 1    | Alessandro Petacchi | Fassa Bortolo  | 5h06'13" |
| 2    | Daniele Bennati     | Acqua & Sap.   | s.t.     |
| 3    | Jan Bratkowski      | Cage Maglierie | s.t.     |

| Pos. | Corridore           | Squadra       | Tempo    |
| ---- | ------------------- | ------------- | -------- |
| 1    | Alessandro Petacchi | Fassa Bortolo | 7h42'31" |
| 2    | Elio Aggiano        | Mapei         | a 8"     |
| 3    | Gerhard Trampusch   | Mapei         | s.t.     |

### 3ª tappa
- 28 marzo: Fucecchio > Ponte a Cappiano – 162 km

| Pos. | Corridore           | Squadra        | Tempo    |
| ---- | ------------------- | -------------- | -------- |
| 1    | Alessandro Petacchi | Fassa Bortolo  | 3h55'04" |
| 2    | Mariano Piccoli     | Lampre-Daikin  | a 3"     |
| 3    | Jan Bratkowski      | Cage Maglierie | a 4"     |

| Pos. | Corridore           | Squadra       | Tempo     |
| ---- | ------------------- | ------------- | --------- |
| 1    | Alessandro Petacchi | Fassa Bortolo | 11h37'30" |
| 2    | Elio Aggiano        | Mapei         | a 13"     |
| 3    | Gerhard Trampusch   | Mapei         | s.t.      |

### 4ª tappa
- 29 marzo: San Salvatore > Montecarlo – 195 km

| Pos. | Corridore            | Squadra        | Tempo    |
| ---- | -------------------- | -------------- | -------- |
| 1    | Ruggero Marzoli      | Form. Trentini | 5h01'33" |
| 2    | Giuliano Figueras    | Panaria        | a 6"     |
| 3    | Francesco Casagrande | Fassa Bortolo  | s.t.     |

| Pos. | Corridore            | Squadra       | Tempo     |
| ---- | -------------------- | ------------- | --------- |
| 1    | Francesco Casagrande | Fassa Bortolo | 16h39'23" |
| 2    | Giuliano Figueras    | Panaria       | a 4"      |
| 3    | Peter Luttenberger   | Tacconi Sport | a 7"      |

### 5ª tappa
- 30 marzo: Casalguidi > Pistoia – 153 km

| Pos. | Corridore       | Squadra        | Tempo    |
| ---- | --------------- | -------------- | -------- |
| 1    | Ruslan Ivanov   | Alessio        | 3h36'47" |
| 2    | Ruggero Marzoli | Form. Trentini | s.t.     |
| 3    | Massimo Giunti  | Acqua & Sap.   | s.t.     |

| Pos. | Corridore            | Squadra       | Tempo     |
| ---- | -------------------- | ------------- | --------- |
| 1    | Francesco Casagrande | Fassa Bortolo | 20h16'11" |
| 2    | Peter Luttenberger   | Tacconi Sport | a 7"      |
| 3    | Cadel Evans          | Mapei         | a 16"     |

## Classifiche finali

### Classifica generale
| Pos. | Corridore            | Squadra              | Tempo     |
| ---- | -------------------- | -------------------- | --------- |
| 1    | Francesco Casagrande | Fassa Bortolo        | 20h16'11" |
| 2    | Peter Luttenberger   | Tacconi Sport-Emmegi | a 7"      |
| 3    | Cadel Evans          | Mapei-Quick Step     | a 16"     |
| 4    | Gerhard Trampusch    | Mapei-Quick Step     | a 20"     |
| 5    | Massimo Giunti       | Acqua & Sapone       | a 27"     |
| 6    | Luca Scinto          | Mapei-Quick Step     | a 36"     |
| 7    | Kyrylo Pospyeyev     | Acqua & Sapone       | a 44"     |
| 8    | Michele Scarponi     | Acqua & Sapone       | s.t.      |
| 9    | Fausto Dotti         | Cage Maglierie       | a 1'00"   |
| 10   | Daniele Righi        | Index-Alexia         | a 1'05"   |